# 後免中町停留場
後免中町停留場（日语：／ Gomen nakamachi teiryūjō */?），是位於高知縣南國市後免町一·二丁目，土佐電交通後免線的電車站。

## 歷史
此電車站在1911年（明治44年）1月，由土佐電交通的前身土佐電氣鐵道大津停留場（已廢止，參見領石通停留場）至此停留場之間開通，此電車站啟用。當初此電車站名為後免中町通停留場（日语：／）。隨後在同年5月，此電車站至後免町停留場之間開通，同時後免線全線開通（而後免町停留場現時名為後免東町停留場）。
此電車站後來於1944年（昭和19年）暫停營業，於1952年（昭和27年）復活。復活時的電車站改名為後免中町。
- 1911年（明治44年）
  - 1月27日 - 大津至此電車站之間開通，後免中町通停留場啟用[1][2]。
  - 5月14日 - 此電車站至（舊）後免町之間開通，成為中途車站[1][2]。
- 1944年（昭和19年）6月1日 - 電車站暫停營業[1][2]。
- 1952年（昭和27年）7月1日 - 電車站恢復營業，同時改名為後免中町停留場[1][2]。
- 2012年（平成24年）4月27日 - 設置月台。使後免線內所有電車站的播磨屋橋方向均設有月台。
- 2014年（平成26年）10月1日 - 土佐電氣鐵道、高知縣交通（日语：高知県交通）和土佐電Dream Service（日语：土佐電ドリームサービス）合併，土佐電交通成立[3]。成為土佐電交通的電車站。

## 電車站構造

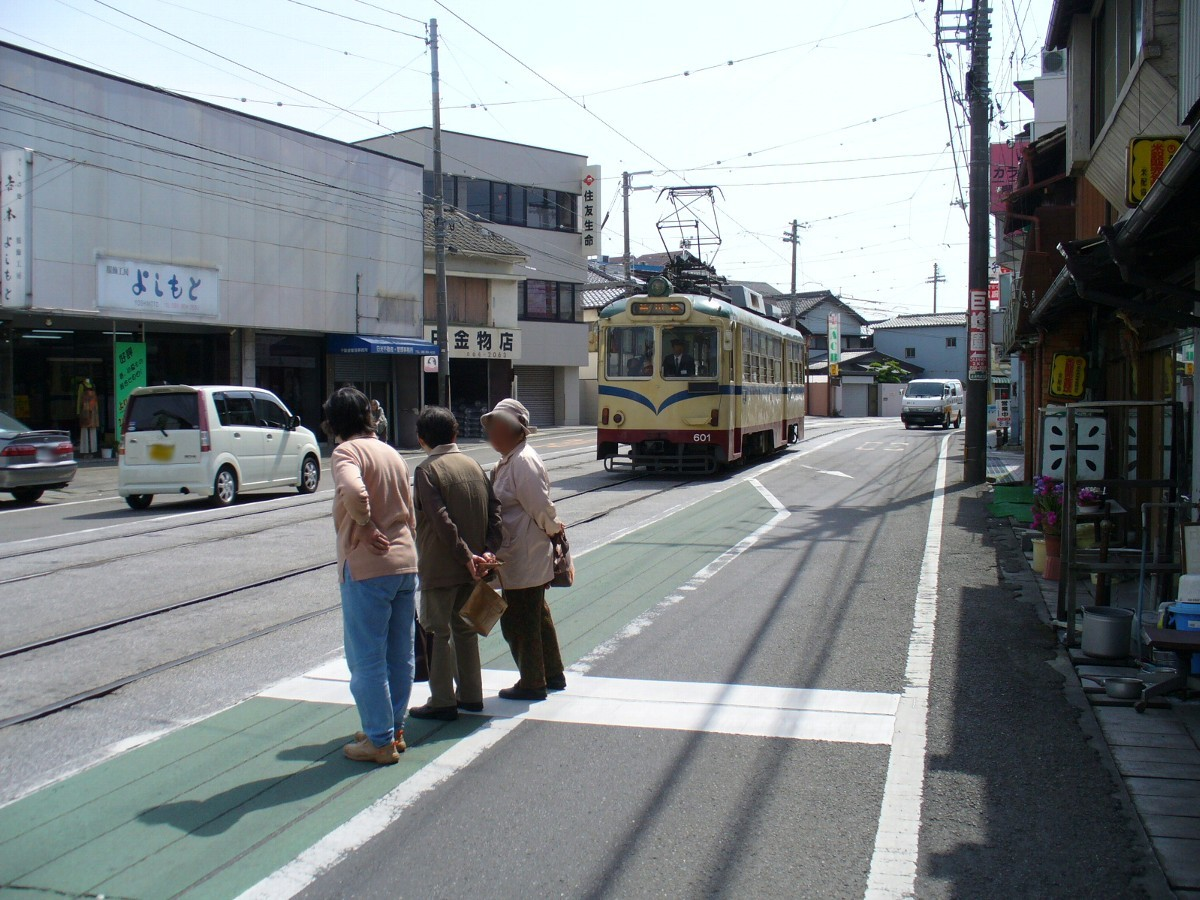
月台設置前（2006年）

電車站是建造在共用行車道上，設有2面2線的相對式乘車處（千鳥式）。東邊為後免町方向月台，西邊為播磨屋橋方向月台。
曾經此電車站沒有月台（安全島），在道路畫上白線標示乘車處，隨著進行都市計劃使道路進行擴寬，2012年4月27日起設置月台。

## 電車站周邊
電車站北邊穿過小巷後可到達後免町商店街。
- Sunshine Cardia店
- 高知銀行後免分店
- 高知縣道45號南國交匯處線

## 巴士路線
在「後免中町」巴士站上設有以下路線停靠：
| 乘車場  | 系統                               | 主要途經                     | 目的地 | 巴士公司   | 備註 |
| ------- | ---------------------------------- | ---------------------------- | ------ | ---------- | ---- |
|         | L1                                 | 後免町、夜須站               | 安藝站 | 土佐電交通 |      |
| Ko2-Ko7 | 後免町、田村                       | 前濱車廠                     |        | 土佐電交通 |      |
| Ko3-Ko5 | 後免町、里改田、中之丁通、前濱車廠 | 久枝                         |        | 土佐電交通 |      |
|         |                                    | 後免町                       |        | 土佐電交通 |      |
|         | L1-C1                              | 小籠通、JA高知醫院、播磨屋橋 | 縣廳前 | 土佐電交通 |      |
| L1-T1   | 小籠通、JA高知醫院、播磨屋橋       | 棧橋車廠                     |        | 土佐電交通 |      |
| Ko3     | （小籠通、JA高知醫院）、大津站前   | 醫大醫院                     |        | 土佐電交通 |      |
| Ko4     | 篠原南                             | JA高知醫院                   |        | 土佐電交通 |      |
| Ko1     | 後免站前、國分寺通                 | 植田                         |        | 土佐電交通 |      |
| Ko2     | 後免站前、元町                     | JA高知醫院                   |        | 土佐電交通 |      |

## 相鄰電車站
土佐電交通
後免線
後免東町－後免中町－後免西町

## 注腳
1. 1 2 3 4 5 6 7 8 9  《土佐電鉄が走る街 今昔》100、156-158頁
2. 1 2 3 4 5 6  今尾惠介（監修）. . 11 中国四国. 新潮社. 2009: 61. ISBN 978-4-10-790029-6 （日语）.
3. ↑  上野宏人. . 毎日新聞 (毎日新聞社). 2014-10-02 （日语）.
4. 1 2  川島令三. . 【図説】 日本の鉄道. 第2巻 四国西部エリア. 講談社. 2013: 35・90頁. ISBN 978-4-06-295161-6 （日语）.
5. ↑  川島令三.  四國篇. 草思社. 2007: 293. ISBN 978-4-7942-1615-1 （日语）.
6. ↑  《土佐電鉄が走る街 今昔》94頁